# 日底
日底（にってい、生年不詳 - 文明4年4月7日（1472年5月14日））は、日蓮正宗総本山大石寺第11世法主。

## 略歴
- 文明2年（1470年）、10世日乗より法の付嘱を受け、11世日底として登座した。
- 文明4年4月7日（1472年5月14日）、11世日底、死去した。

| 先代 日乗 | 大石寺住職一覧 | 次代 日鎮 |